# Manseng Noir
Manseng Noir ist eine alte Rotweinsorte, die in der Weinbauregion Sud-Ouest im Südwesten von Frankreich angebaut wird. Sie ist Bestandteil des Appellations-Weins Béarn, ansonsten wird sie allerdings nur selten verwendet.
Die Rotweine sind tieffarbig und gerbstoffreich (Tannine). Durch einen hohen Gehalt von Säure erfordern die Weine eine lange Flaschenreife, bevor sich Gerbstoffe und Säure in einem ausgewogenen Verhältnis präsentieren. Die Sorte ist daher kaum noch zu vermarkten und die bestockte Rebfläche sank von 790 Hektar im Jahr 1958 auf ca. 4 Hektar im Jahr 1999.
Früher wurde die Rebsorte in der Region um Irouléguy im Gemischten Satz mit der Rebsorte Courbu Noir angebaut und unter dem nicht differenzierten Begriff Noirs du Pays (herriko beltza) vermarktet.
Eine im Jahr 2007 veröffentlichte Studie belegt, dass die Rebsorten Baroque, Manseng Noir und Tannat genetisch sehr eng miteinander verwandt sind. Es besteht zudem eine auffallende Ähnlichkeit zur Sorte Malbec und die Sorte Claverie steht genetisch ebenfalls in enger Verwandtschaft zu dieser Gruppe. Auch die Sorte Raffiat de Moncade weist verwandtschaftliche Merkmale auf.
Siehe auch den Artikel Weinbau in Frankreich sowie die Liste von Rebsorten.

## Ampelographische Sortenmerkmale
In der Ampelographie wird der Habitus folgendermaßen beschrieben:
- Die Triebspitze ist offen. Sie ist weißwollig behaart, mit karminrotem Anflug.  Die grünen Jungblätter sind noch leicht wollig behaart und bronzefarben gefleckt (Anthocyanflecken)
- Die rundlichen Blätter (siehe auch den Artikel Blattform) sind ungebuchtet oder aber dreilappig Die Stielbucht ist lyrenförmig offen. Der Blattrand ist stumpf gezahnt. Die Zähne sind im Vergleich zu anderen Rebsorten weit gesetzt. Die Blattoberfläche (auch Spreite genannt) ist blasig derb.
- Die walzenförmige Traube ist klein bis mittelgroß und recht dichtbeerig. Die rundlichen Beeren sind klein bis mittelgroß. Sie sind bei Vollreife von tiefblauer bis schwarzer Farbe.

Die Rebsorte Manseng Noir reift circa 25 Tage nach dem Gutedel und ist gilt damit für eine Rebsorte international als spät reifend. Die Sorte ist kaum anfällig gegen den Echten Mehltau und gilt als ertragsstark.

## Synonyme
Areal, Arrouya, Caino Do Freixo, Caino Freixo, Caino Redondo, Cinza, Courbu Rouge, Espadal, Espadao, Espadeiro, Espadeiro Da Terra, Espadeiro Femeeiro, Espadeiro Mole, Espadeiro Molle, Espadeiro Tinto, Espadero, Farinhoto, Ferral, Ferren, Ferrol, Ferron, Gascon, Gros Manzenc, Mancep, Mansenc Gros, Mansenc Noir, Manseng Rouge, Murco, Murico, Negron, Nevoeiro, Noir Du Pays, Padeira, Padeiro, Padeiro De Basto, Padeiro Tinto, Petit Mansenc, Tinta Dos Pobres, Verdelho Da Sombra, Vinhao Mole.